# Claudio Martínez Bodero
Claudio Martínez Bodero (Callao, Perú; 26 de setiembre de 1893-Lima, Perú; 14 de agosto de 1954) fue un futbolista y dirigente peruano. Sus padres fueron Claudio Arturo Martínez y Elvira Bodero. Fue bautizado en la Iglesia Santa Rosa el 27 de noviembre de 1894 de acuerdo a la información de la diócesis de Callao. Jugó principalmente en el Club Atlético Chalaco. Fue el primer presidente de la Federación Peruana de Fútbol. Hermano del también futbolista Humberto Martínez Bodero y tío del reconocido periodista, locutor y narrador deportivo Humberto Martínez Morosini. 

## Trayectoria
Se inició en Club Atlético Chalaco. Tras la declinación de su club Chalaco de participar en el naciente Campeonato Peruano de Fútbol de 1912 reforzó al Miraflores Sporting Club junto a Telmo Carbajo. De vuelta en Chalaco hizo dupla en la defensa con Víctor Alcalde. Se mantuvo como futbolista hasta 1921.
Tras su retiro fue dirigente deportivo siendo presidente del Club Atlético Chalaco. En 1922 fue elegido como el primer presidente de la Federación Peruana de Fútbol, cargo que desempeñó hasta 1926. Fue integrante de la delegación en el Campeonato Sudamericano 1929 y presidente de la delegación peruana que participó en los Juegos Olímpicos de Berlín 1936.Presidió también la delegación peruana en el Campeonato Sudamericano 1937 y ese mismo año fue reelegido presidente de Federación Peruana de Fútbol para un nuevo período.
Falleció viudo el 14 de agosto de 1954 a los 60 años en el Hospital Loayza de Lima. Estuvo casado con Doña Eva Mur Aljovín, con quien tuvo 2 hijos llamados Graciela Elvira y Claudio Alberto.

## Clubes
| Club                     | País | Año       |
| ------------------------ | ---- | --------- |
| Club Atlético Chalaco    | Perú | 1909-1911 |
| Miraflores Sporting Club | Perú | 1912-1913 |
| Club Atlético Chalaco    | Perú | 1914-1921 |